# Исповедание веры
Испове́дание ве́ры, Исповедание — это свидетельство о своей вере в Бога добрым словом и добрым делом, стойкое следование выраженному в символических текстах церковному учению. 
Свидетельство такого характера часто требует от христианина полного самоотречения, оставления мирских благ, мужества, терпения мучений и страданий, презрения к насильственной смерти.
Примером стойкого и мужественного исповедания веры для христиан являются Святые мученики.
Троекратное Исповедание веры совершает ставленник во епископы при его наречении во епископа, а также все священнослужители во время ставленнической присяги духовнику перед хиротонией во диакона и во пресвитера.
В широком смысле исповеданием веры можно признать пение в храме или чтение Символа веры.
Под исповеданием веры могут также пониматься и сами символические тексты. Ниже приведены символические тексты протестантских конфессий, как утверждение доктрины веры, имеющие полемический и дидактический характер:
- Sixty-seven Articles, Ульрих Цвингли, (1523 год);
- Шляйтхаймское исповедание, Swiss Brethren, (1527 год) ;
- Аугсбургское исповедание, Мартин Лютер и Филипп Меланхтон, 1530 год;
- Тетраполитанское исповедание, German Reformed Church, 1530 год;
- Шмалькальденские артикулы, Мартин Лютер, 1537 год;
- Guanabara Confession of Faith, французские гугеноты Jean du Bourdel, Matthieu Verneuil, Pierre Bourdon и André la Fon, (1558 год);
- Галликанское исповедание, 1559 год;
- Scots Confession, Джон Нокс, 1560 год;
- Бельгийское исповедание, Guido de Bres, 1561 год;
- 39 статей англиканского вероисповедания, Церковь Англии, 1562 год;
- Формула согласия и её Epitome 1577 год;
- Irish Articles (1615 год);
- Вестминстерское исповедание, Вестминстерская ассамблея, 1647 год.
- и другие.

## Примечание
1. ↑  Исповедание веры. Дата обращения: 26 мая 2014. Архивировано 27 мая 2014 года.